# Decídete
Decídete é o terceiro álbum de estúdio do cantor mexicano Luis Miguel, lançado em 1983. A versão brasileira foi intitulada Decide Amor, sendo o primeiro a ser lançado no Brasil, já que apenas dois compactos duplos com versões em português dos álbuns Un Sol e Directo al Corazón, ambos de 1982, foram lançados nacionalmente. Intitulada como Decide Amor, incluiu as canções dos compactos  ("1 + 1 = Dois Apaixonados" e "Mentira", "O Que Eu Gosto" e "Amor de Escola") e versões em português da versão original, tais como: "Decide Amor" ("Decídete"), "Lupe" ("Lupe"), "Mini Amor" ("Mini Amor"), "Sou Como Sou" ("Soy Como Soy"), "Campeão" ("Campeón"), "O Bruxo" ("El Brujo"), "No Japão" ("En Japón") e "Eu Não Posso Ficar Assim" ("No Me Puedes Dejar Así"). O cantor promoveu o disco em programas brasileiros, como o Cassino do Chacrinha. Segundo o jornal Diário de Pernambuco o álbum ganhou um disco de ouro no Brasil, por mais de 100 mil cópias vendidas.

## Faixas
- Fonte:[1]

| N.º            | Título                    | Compositor(es)             | Duração |  |
| 1.             | "¡Decídete!"              | Honorio Herrero            | 2:56    |  |
| 2.             | "Lupe"                    | Herrero                    | 2:58    |  |
| 3.             | "No Me Puedes Dejar Así"  | Luis Gómez Escolar Herrero | 3:21    |  |
| 4.             | "Safari"                  | Gómez Escolar Julio Seijas | 3:56    |  |
| 5.             | "Bandido Cupido"          | Gómez Escolar Herrero      | 2:13    |  |
| 6.             | "Campeón"                 | Gómez Escolar Herrero      | 3:06    |  |
| 7.             | "El Brujo (Yammy, Yammy)" | Levine Arthur Resnick      | 3:27    |  |
| 8.             | "En Japon"                | Herrero                    | 2:58    |  |
| 9.             | "Soy Como Soy"            | José Ramón García Florez   | 3:01    |  |
| 10.            | "Mini Amor"               | Gómez Escolar Seijas       | 3:26    |  |
| Duração total: | Duração total:            | Duração total:             | 31:22   |  |